# Catocala conversa
Catocala conversa> là một loài bướm đêm thuộc họ Erebidae. Nó được tìm thấy ở Địa Trung Hải zone và parts of the sub-Địa Trung Hải zone (Nam Âu, Bắc Phi và Tiểu Á).
Sải cánh dài 50–54 mm. Có một lứa một năm. Con trưởng thành bay từ tháng 6 đến tháng 8.
Ấu trùng ăn các loài Quercus.